# Phyllodoce chinensis
Phyllodoce chinensis är en ringmaskart som beskrevs av Uschakov och Wu 1959. Phyllodoce chinensis ingår i släktet Phyllodoce och familjen Phyllodocidae. Inga underarter finns listade i Catalogue of Life.